# Paul Thomson
Paul Thomson, född den 15 september 1977 i Glasgow, Skottland är trumslagare och bakgrundssångare i den brittiska musikgruppen Franz Ferdinand. Han flyttade till Edinburgh som nyfödd, men flyttade som vuxen tillbaka till Glasgow. Där fick han det dock mycket svårt - bland annat fick han ta jobb som nakenmodell på konstuniversitetet. En gång sålde han fett från sina vader för att kunna betala sin hyra. Paul är gift med Esther Thomson, tillsammans fick dem en son den 22 juli 2006 vid namn Georgie.
Thomson visade i tidig ålder att han hade talang för musik, speciellt på att spela musikinstrument. Förutom trummor kan han spela gitarr, basgitarr och klaviatur.
Tidigare har han spelat trummor i Pro Forma och The Yummy Fur.